# Lucius Cocceius Auctus

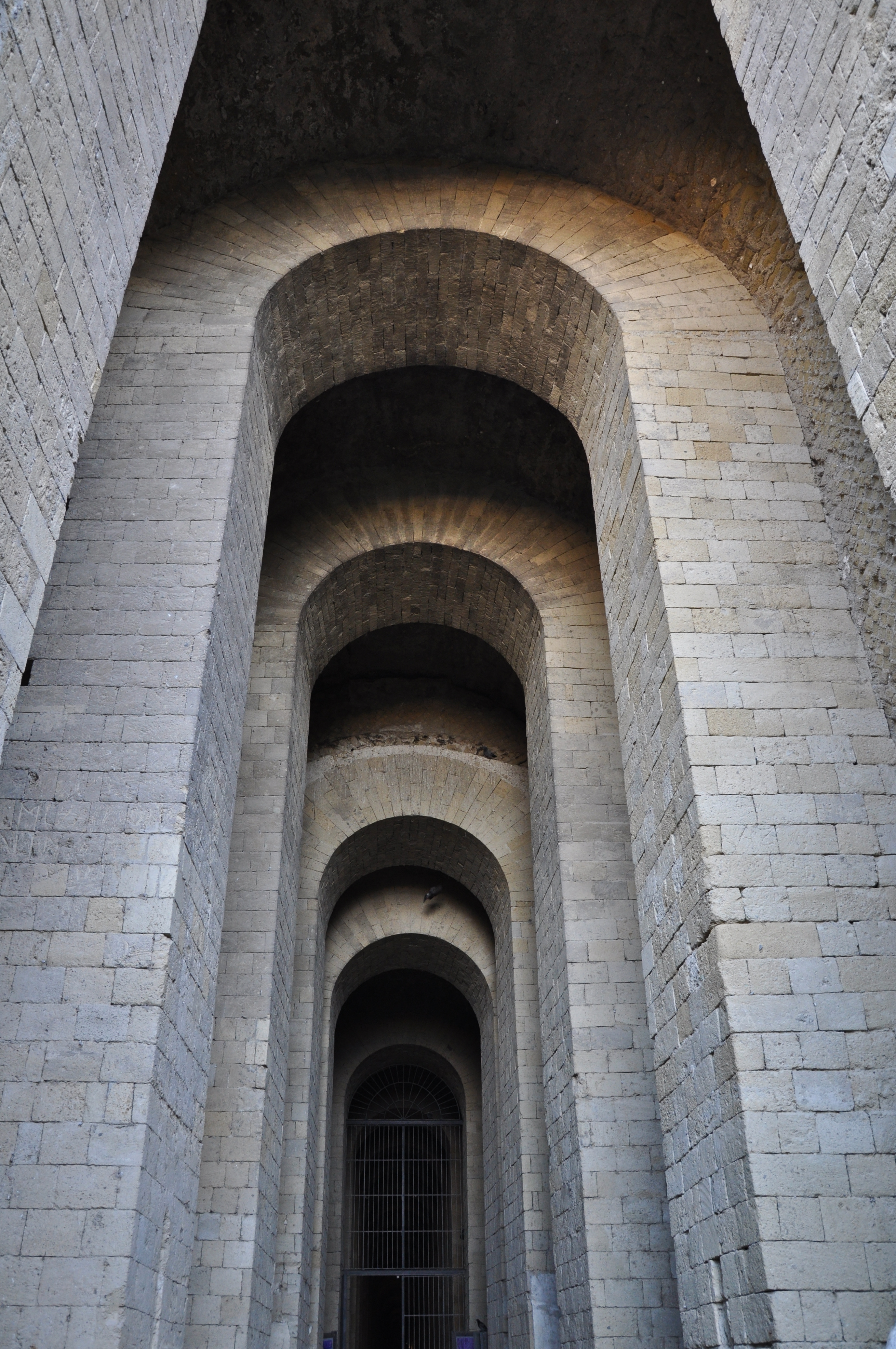
Grot van Seianus, een van de tunnels die Cocceius gebouwd heeft

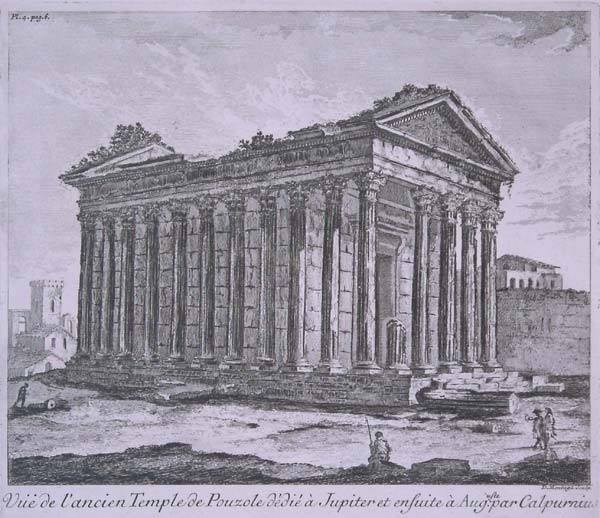
Voormalige tempel van Augustus in Pozzuoli

Lucius Cocceius Auctus (Campania, eind 1e eeuw v.Chr.) was een Romeins architect en ingenieur. Hij leidde een groot publiek bouwproject in opdracht van generaal Agrippa, de rechterhand van Octavianus, de latere keizer Augustus. Deze werken vonden plaats in Campania op het schiereiland van Cumae en Pozzuoli in de Baai van Pozzuoli, ten westen van Napels en ten oosten van Miseno.

## Levensloop
Er zijn twee bronnen over de jonge jaren van Lucius Cocceius Auctus. Volgens een inscriptie in de Tempel van Augustus in Pozzuoli was hij een vrijgelaten slaaf van Gaius Postumus; Cocceius zou afkomstig geweest zijn van Campania. Anderzijds, volgens een inscriptie op een architraaf gevonden in Cumae was hij een vrijgelatene van Lucius Cocceius Nerva. Deze Nerva was een rijke vriend van Octavianus Augustus en politiek actief tijdens het Tweede Triumviraat. Nerva was de overgrootoom van keizer Nerva. Eenzelfde naam van de architect en de meester suggereert dat de architect afkomstig was van Griekenland en in Napels als slaaf de naam aannam van zijn meester. 
Architect Cocceius geraakte in de kleine cirkel van invloedrijke figuren rond Octavianus Augustus. Hem werd opgedragen reusachtige bouwwerken uit te voeren in Campania, om de militaire macht en de goddelijke status van Augustus te verstevigen. Dat Cocceius’ naam is onthouden, is ongewoon voor een ingenieur-architect in de Romeinse Tijd; veelal werd de naam van de opdrachtgever aan gebouwen gegeven.
Aan Cocceius worden de volgende bouwwerken toegeschreven, alle aan of in de Campi Flegrei:
- Tunnel genaamd Crypta Neapolitana: van Napels door de berg Posillipo naar de Baai van Pozzuoli
- De militaire haven Portus Iulius in de Baai van Pozzuoli. De haven draagt de naam van Iulius, de adoptiefnaam van Octavianus Augustus
- Kanaal van de Portus Iulius naar het nabije meer van Lucrinus
- Kanaal van het meer van Lucrinus naar het meer van Avernus
- Tunnel genaamd Grot van Cocceius: van het meer van Avernus door de berg Monte Grillo naar de haven van Cumae. Deze tunnel is naar hemzelf genoemd.
- Grot van Seianus: tunnel in de stad Napels van de villa van de gegoede politicus Publius Vedius Pollio naar Pozzuoli
- Ombouw van het Capitolium in Pozzuoli in een Tempel voor Augustus. Mogelijks andere werken uitgevoerd in Formiae en Cumae.

Aan het einde van zijn leven, tijdens het bestuur van keizer Augustus, bezat Cocceius een invloedrijke status als ingenieur en architect. Strabo vermeldde hem in zijn werk Geographika waar hij het had over de Baai van Pozzuoli. De bouwwerken van Cocceius betekenden een versterking van de Romeinse vloot in het nabije Misenum of Miseno, de vlootbasis in de Tyrreense Zee.

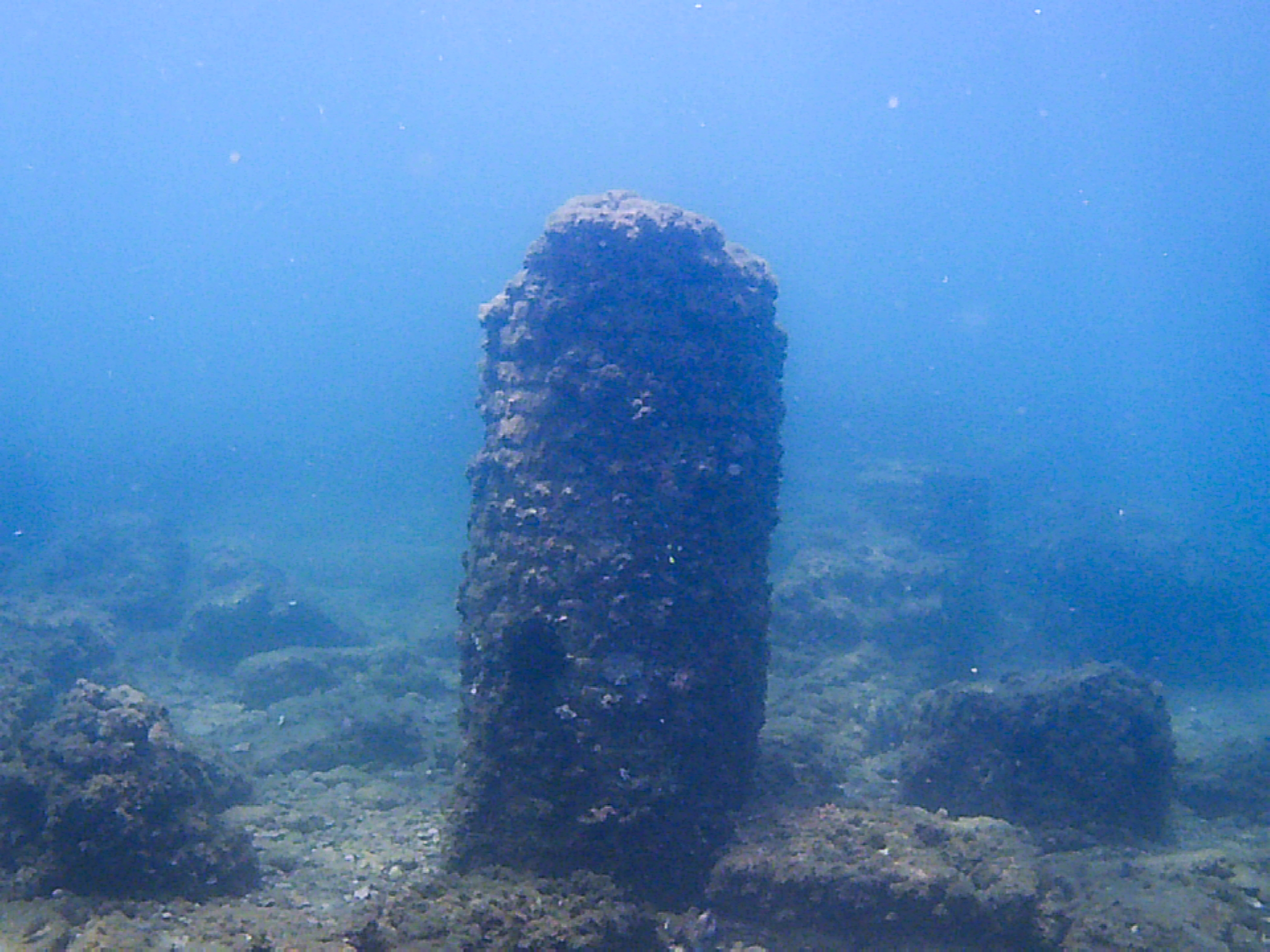
Gezonken haven Portus Iulius